# روبرت دبليو. لان
روبرت دبليو. لان (بالإنجليزية: Robert W. Lane)‏ هو مسير أعمال أمريكي، ولد في 14 نوفمبر 1949 في واشنطن العاصمة في الولايات المتحدة.

## وصلات خارجية
- روبرت دبليو. لان على موقع إن إن دي بي (الإنجليزية)